# Диарсенидоалюминат лития
Диарсенидоалюминат лития — неорганическое соединение,
двойной арсенид лития и алюминия с формулой Li3AlAs2,
кристаллы,
медленно гидролизуется во влажном воздухе.

## Получение
- Пропускание паров мышьяка через измельченный сплав Li3Al:

{\displaystyle {\mathsf {Li_{3}Al+2As\ {\xrightarrow {}}\ Li_{3}AlAs_{2}}}}

## Физические свойства
Диарсенидоалюминат лития образует кристаллы
ромбической сингонии,
пространственная группа I bca,
параметры ячейки a = 1,187 нм, b = 1,198 нм, c = 1,211 нм.